# Polystachya stauroglossa
Polystachya stauroglossa är en orkidéart som beskrevs av Friedrich Fritz Wilhelm Ludwig Kraenzlin. Polystachya stauroglossa ingår i släktet Polystachya och familjen orkidéer.

## Underarter
Arten delas in i följande underarter:
- P. s. alata
- P. s. stauroglossa